# Zavorîci, Brovarî
Zavorîci (în ucraineană Заворичі) este o comună în raionul Brovarî, regiunea Kiev, Ucraina, formată numai din satul de reședință. În secolul al XIX-lea, satul făcea parte din volostul Iaroslavka, uezdul Kozeleț.

## Demografie
Componența lingvistică a comunei Zavorîci
     Ucraineană (95,54%)
     Rusă (4,06%)
     Alte limbi (0,22%)
Conform recensământului din 2001, majoritatea populației comunei Zavorîci era vorbitoare de ucraineană (95,54%), existând în minoritate și vorbitori de rusă (4,06%).